# Río Sucio (afluente del río Atrato)
El río Sucio  es un cuerpo de agua de Colombia que discurre por los departamentos de Antioquia y Chocó. El río Sucio es un afluente del río Atrato.

## Geografía
Pasa por los municipios de Frontino,Uramita ,Dabeiba, Mutatá, Riosucio, Carmen del Darién, Cañasgordas

## Afluentes
Los principales afluentes del río Sucio, en dirección aguas abajo, son: